# Psychotria conglobata
Psychotria conglobata är en måreväxtart som beskrevs av Theodoric Valeton. Psychotria conglobata ingår i släktet Psychotria och familjen måreväxter. Inga underarter finns listade i Catalogue of Life.